# SV Twedo
SV Twedo (Sportvereniging Tweelingdorp) is de op 26 april 1973 opgerichte amateurvoetbalvereniging voor het tweelingdorp Nieuw-Amsterdam-Veenoord, Drenthe, Nederland. De thuiswedstrijden worden op Sportpark Veenoord gespeeld.

## Algemeen
De club ontstond op 26 april 1973 als gevolg van de fusie tussen de zaterdagclub NAVC (Nieuw-Amsterdamse Voetbal Club, opgericht 15 juli 1928, heette tot december 1947 Olympia) en de zondagclubs NAB (Nieuw-Amsterdam Boys, opgericht op 1 augustus 1926) en VHC (Veenoord Holsloot Combinatie, in 1949 ontstaan tussen de fusie tussen Veenoord en Holsloot met als oprichtingsdatum 1 september 1945).

## Standaardelftallen
Het standaardelftal speelt in het seizoen 2022/23 in de Derde klasse zondag van het KNVB-district Noord.

### Zaterdag
In de zaterdagafdeling kwam het voor het laatst in het seizoen 2014/15 met een standaardelftal uit.

#### Competitieresultaten 1974–2015
| 2 4D |

| 8 4D |

| 11 4D |

| 9 4D |

| 12 4D |

|  |

|  |

|  |

|  |

| 2 |

| 1 |

| 1 4D |

| 7 3B |

| 12 3B |

| 8 4D |

| 12 4D |

| 9 |

| 10 |

| 2 |

| 9 |

|  |

| 3 |

| 1 |

| 11 3D |

| 11 4A |

| 2 5A |

| 3 5D |

| 3 4D |

| 9 4D |

| 9 4D |

| 6 4D |

| 12 4D |

| 5 5D |

| 12 4D |

| 7 5D |

| 10 5C |

| 4 6E |

| 11 5D |

| 9 5D |

| 12 5D |

| 6 5D |

| 8 5F |

| Derde klasse | Vierde klasse | Vijfde klasse | Eerste klasse DVB | Zesde klasse | Tweede klasse DVB |

### Zondag

#### Competitieresultaten 1974–2018
| 2 4H |

| 3 3C |

| 2 3C |

| 1 3C |

| 1 2B |

| 3 1C |

| 4 1C |

| 7 1C |

| 7 1C |

| 10 1C |

| 12 2B |

| 5 3C |

| 3 3C |

| 1 3C |

| 10 2B |

| 3 2B |

| 10 2B |

| 7 3C |

| 8 3C |

| 10 3C |

| 5 4H |

| 5 4H |

| 2 4H |

| 6 3D |

| 8 3D |

| 9 3A |

| 11 3A |

| 9 4F |

| 1 4F |

| 11 3A |

| 6 4F |

| 3 3A |

| 2 3A |

| 3 3D |

| 2 3D |

| 2 3C |

| 9 3D |

| 14 3D |

| 1 4D |

| 5 3D |

| 2 3D |

| 5 3D |

| 7 3D |

| 8 3C |

| 4 3C |

| - 3C |

| Eerste klasse | Tweede klasse | Derde klasse | Vierde klasse |

| 2e klasse G: | VV Dalen · SV Dalfsen · EHS '85 · CVV GermanicusSportclub Markelo · MVV '29 · Raptim · RSC · VV Sellingen · De Tukkers · Twedo · VV Valthermond · WKE '16                                                    |
| 2e klasse H: | MVV Alcides · VV Annen · GSAVV Forward · GOMOS · VV Gorredijk · GRC Groningen · GVAV-Rapiditas · VV Jubbega · LSC 1890 · VV Oldeholtpade · VV Peize · VV Steenwijker Boys · SV Steenwijkerwold · VV VKW      |
| 3e klasse N: | VV Akkrum · SC Emmeloord · LVV Friesland · FC Harlingen · VV Oerterp · Olyphia · Oranje Zwart · Read Swart · VV Smilde '94 · VV Trinitas · SV VENO · VV Warga                                                |
| 3e klasse O: | ASVB · VV Gieten · VV Groninger Boys · MOVV · VV Muntendam · VV Musselkanaal · VV Noordster · VV Siddeburen · SC Stadskanaal · SC Stadspark · SVZ · FC Ter Apel '96                                          |
| 3e klasse P: | VV Beilen · EMMS · SC Erica · HODO · HOVC · SV Pesse · VV Ruinen · VV Sleen · SVV '04 · VV Sweel · VV Titan · VV Wacker                                                                                      |
| 4e klasse A: | VV Blauwhuis · VV De Blesse · VV Geel Wit · SC Makkinga · VV Mildam · VV Oldeboorn · FC Oldemarkt · VV Oosterlittens · Renado · SC Terschelling · THOR · VV Tijnje · VWC                                     |
| 4e klasse B: | VV Actief · BNC · VV Buinen · SV Drieborg · VV Eext · VV Engelbert · VV Gasselternijveen · vv Gieterveen · Groen-Geel · VV Heiligerlee · VV Nieuw Buinen · VV Veelerveen · VV Westerwolde                    |
| 4e klasse C: | DSC '65 · VV Dwingeloo · VV Havelte · SV Hoogersmilde · FC Kraggenburg · Protos · VV Ruinerwold · VV Schoonebeek · USV Nieuwleusen · VV Weerdinge · VV Wijster · Witteveense Boys '87 · SC Zwartemeerse Boys |
| 5e klasse A: | SC Balkbrug · VV BEW · VV Diever-Wapse · SV Giethoorn SE · VV IJhorst · Old Forward · VV Oosterstreek · VV Uffelte · VV Vilsteren · VV Wapserveen · SV Zwolle                                                |
| 5e klasse B: | VV Aengwirden · AVV · VV Blauw Rood '20 · FFS · VV Kuinre · VV Langezwaag · VV Langweer · VV Lemmer · VV Sport Vereent · VV Wispolia · VV Zevenhuizen                                                        |
| 5e klasse C: | VV Alteveer · VV Bareveld · VV Bellingwolde · DWZ · VV Farmsum · FVV · Pekelder Boys · PJC · VV Usquert · VV Wedde · SV Woltersum · SV Yde de Punt                                                           |
| 5e klasse D: | VV Buinerveen · DVC '59 · GKC · HHCombi · JVV · KSC · SC Roswinkel · SPW · SVBC · VV De Treffer '16 · VIOS O. · Weiteveense Boys                                                                             |